# Gare de Quimper
Gare de Quimper vasútállomás Franciaországban, Quimper településen.

## Vasútvonalak
Az állomást az alábbi vasútvonalak érintik:
- Savenay–Landerneau-vasútvonal
- railway line Quimper — Douarnenez-Tréboul

## Kapcsolódó állomások
A vasútállomáshoz az alábbi állomások vannak a legközelebb:
- Gare de Quéménéven (Gare de Landerneau, Savenay–Landerneau-vasútvonal)
- Gare de Rosporden (Gare de Savenay, Savenay–Landerneau-vasútvonal)